# Partschins
Partschins (wł. Parcines) – miejscowość i gmina we Włoszech, w regionie Trydent-Górna Adyga, w prowincji Bolzano.
Liczba mieszkańców gminy wynosiła 3477 (dane z roku 2009). Język niemiecki jest językiem ojczystym dla 96,97%, włoski dla 2,96%, a ladyński dla 0,07% mieszkańców (2001).